# Baltica
Assurance-Compagniet Baltica var et dansk skades- og livsforsikringsselskab. Det blev stiftet i 1915 på initiativ af Den Danske Landmandsbank, Det Østasiatiske Kompagni og Det Forenede Dampskibs-Selskab. Selskabet fusionerede i flere omgange med andre forsikringsselskaber, blandt andre med selskabet Skandinavia og i 1982 med selskabet Nye Danske Lloyd (resultatet af en tidligere fusion mellem Nye Danske og Danske Lloyd). I 1983 overtog Baltica genforsikringsselskabet Nordisk Gjenforsikrings Selskab. 
I slutningen af 1980'erne og begyndelsen af 1990'erne udviklede forsikringsselskabet Baltica sig til et finansielt konglomerat med Baltica Holding som holdingselskab. Udviklingen skete under direktør Peter Christoffersen, der fra 1978 var direktør i Baltica Forsikring og fra 1987 var administrerende direktør i koncernen. Fra 1985 begyndte datterselskabet Baltica Finans at tilbyde lån, og i 1987 etableredes en bank (Baltica Bank). I 1985 købtes vekselererfirmaet I. S. Hahns Enke. I 1988 begyndte Baltica en ekspansion inden for ejendomsformidling, idet ejendomsmæglere blev tilbudt samarbejde på grundlag af franchising. I 1988 købtes Falcks Redningskorps af Falck-familien.
Baltica Finans og Baltica Bank ekspanderede kraftigt med udlån til en række, ofte risikobetonede, projekter. I Gibraltar blev der iværksat nogle ambitiøse ejendomsprojekter. I 1990 købte Baltica Finans Københavns Idrætspark med henblik på en stor om- og tilbygning, hvilket senere blev til Parken. Store lån blev også givet til kommanditister i Sanexco-selskaberne, der stod for udviklingen af skibs- og ejendomsprojekter.
Også i 1990 købte Baltica det gamle Statsanstalten for Livsforsikring af staten for 3,4 mia. kr. Selskabet ændrede i denne forbindelse navn til Danica (se artikel om Danica Pension). Det var oprindelig hensigten at finansiere købet med en stor aktieudvidelse, men dette blev opgivet, da Hafnia-koncernen (se artikel om Hafnia Forsikring) begyndte en politik med opkøb af Baltica-aktier for herved at fremtvinge en fusion.
Under Hafnias opkøb søgte Baltica at værne sig ved forskellige alliancer med selskaber, der ejede store aktieposter i Baltica. Blandt andet aftaltes det med ATP, at ATP skulle fastholde sine aktier. ATP ejede 11 pct. af aktierne i Baltica Holding samt derudover 3,5 pct. i Baltica Forsikring. Da Hafnia i 1991 tilbød en overkurs i forhold til børskursen for ATP's aktiepost, måtte ATP sige nej som følge af aftalen indgået med Baltica. På dette tidspunkt var aktieposten 1,6 mia. kroner værd. 
I løbet af 1991 og 1992 led Baltica betydelige tab på flere af sine aktiviteter, blandt andet på Gibraltar-projekterne og lånene til Sanixco-kommanditisterne. Samtidig var koncernen presset af store renteudgifter på gæld, der var optaget for at finansiere den tidligere ekspansion. I december 1992 blev Peter Christoffersen afskediget, og Danske Bank tog som den væsentligste kreditor fat på en ordnet afvikling af koncernen. Sammenbruddet i Baltica-koncernen var et af de største finansielle sammenbrud under finanskrisen 1988-1994.
En reorganisering af Baltica-koncernen blev gennemført i 1993. Her skete en fusion af Baltica Forsikring og et nyt selskab, Baltica Kapital, hvorved forsikringsselskabet reelt købte en stor post egne aktier ud af holdingselskabet. I 2004 fandt en ekspertgruppe nedsat til undersøgelse af Finanstilsynets forvaltning, at dette var en ulovlig omgåelse af bestemmelser i Lov om Forsikringsvirksomhed, og kritiserede Finanstilsynet for at have accepteret dette.
I 1994 overtog Danske Bank aktiemajoriteten i forsikringsselskabet Baltica. I 1995 solgtes skadesforsikringsdelen til Tryg Forsikring, der skiftede navn til Tryg-Baltica. Danske Bank beholdt livsforsikringsdelen, som førtes videre i datterselskabet Danica. Afviklingen i den resterende del af Baltica-koncernen blev gennemført under navnet Gefion. I 1999 blev Gefion købt af Alm. Brand for 1,55 mia. kr. Heri lå bl.a. Parken.